# Morganella longispina
Morganella longispina är en insektsart som först beskrevs av Albert C. F. Morgan 1889.  Morganella longispina ingår i släktet Morganella och familjen pansarsköldlöss. Inga underarter finns listade i Catalogue of Life.